# موزه ایران باستان
موزهٔ ایران باستان با نام رسمی موزه ملی ایران، اولین موزهٔ ایران (به شکل یک سازهٔ مستقل)، در بخش غربیِ میدان مشق تهران در خیابان سی تیر جای دارد. ساخت این موزه در ۲۱ اردیبهشت سال ۱۳۰۸ خورشیدی به دستور رضاشاه، توسط معمار فرانسوی آندره گُدار شروع شد. ساختمان موزه در سال ۱۳۱۶ به اتمام رسید و موزه برای بازدید عموم افتتاح شد.
زمین اختصاص‌یافته به این موزه ۵۵۰۰ مترمربع است که ۲۷۴۴ متر مربع زیربنای آن است.

## ساختمان موزهٔ ایران باستان

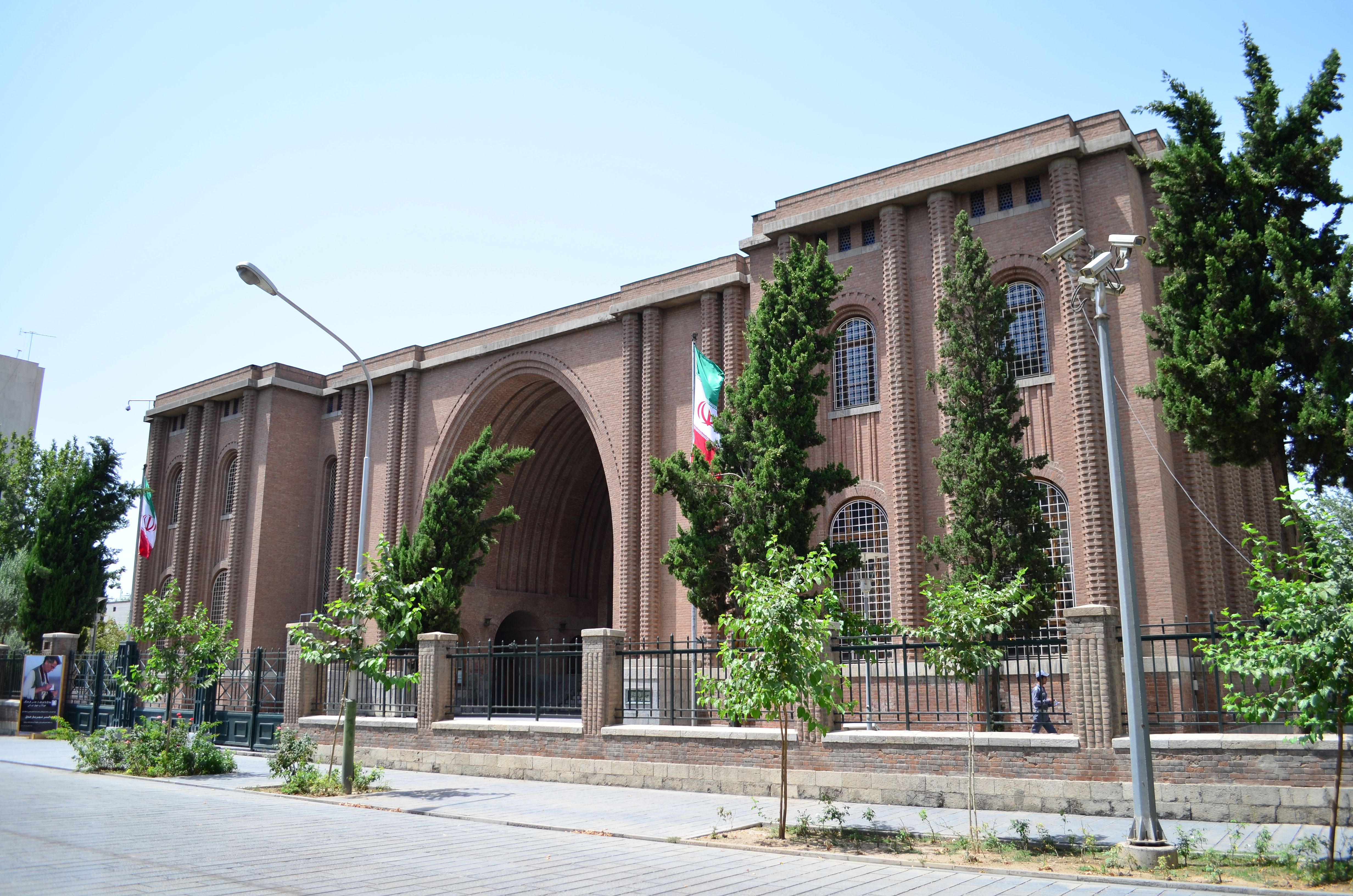
نمایی از موزه ایران باستان

از آن‌جایی که طرح و نقشهٔ یک موزه باید با موضوع و اشیای داخل آن ارتباط و هماهنگی داشته و با تاریخ و هنر آن سرزمین مرتبط و پیوسته باشد، از این نظر، نما و سردر ورودی موزه به سبک نمای ایوان کسری ساخته شد. (ایوان کسری نام کاخ شناخته‌شدهٔ شهر تیسفون پایتخت دولت ساسانی است که ایوان آن ۳۵ متر بلندی، ۵۰ متر پهنا و ۲۵ متر ژرفا دارد). رنگ آجرها نیز به همین منظور به رنگ سرخ تیره تعیین شده تا نمایانگر معماری عصر ساسانی باشد. بنای موزه حدود ۱۱٬۰۰۰ متر مربع است که ساختمان اصلی آن در سه طبقه ایجاد شده‌است.
معماران این ساختمان آندره گدار به همراه ماکسیم سیرو معماران فرانسوی بوده‌است که در طراحی آن کاخ کسری در شهر تیسفون در دوران ساسانی را در ذهن داشته‌است. آغاز ساخت آن سال ۱۳۱۴ خورشیدی است که در مدت دو سال عملیات ساختمانی آن به وسیله حاج عباسعلی معمار و استاد مراد تبریزی تکمیل و در سال ۱۳۱۶ خورشیدی رسماً گشایش یافت.
در آغاز طبقهٔ اول موزه به بخش ایران پیش از اسلام و طبقهٔ دوم موزه به بخش پس از اسلام اختصاص یافت.
گسترش کاوش‌های باستان‌شناختی و ازدیاد روزافزون آثار در موزهٔ ایران باستان، موجب شد که این موزه طی چند مرحله، گسترش کمی و کیفی یا در حد فاصل سال‌های ۱۳۵۷ تا ۱۳۷۰، علاوه بر تعویض ویترین‌های موزه، نوسازی سیستم گرمایشی و سیستم برقی موزه، واحدهایی تحت عنوان انبار و گنجینه در زیر موزه، ساخته و اضافه شد.
در سال ۱۳۷۵، آثار دوران اسلامی، رسماً از موزه ایران باستان منفک و به ساختمان مجاور موزه که ساختمان که از سال ۱۳۳۷ ساخته شده بود، منتقل شد.
این ساختمان که در سال ۱۳۳۷، در ابتدا با هدف احداث موزه مردم‌شناسی ساخته شده بود که پس از انقلاب، با ایجاد سازمان میراث فرهنگی و تمرکز اشیاء باستانی در موزه ایران باستان، طرح تغییر نام کلی موزه، به موزه ملی ایران و اضافه شدن موزه‌ای تحت عنوان موزهٔ اسلامی مطرح و اجرا شد که در نهایت در سال ۱۳۷۵ با گشایش رسمی موزه دوران اسلامی، مجموعه موزه ایران باستان و موزه دوران اسلامی، تحت عنوان موزه ملی ایران رسمیت یافت.

### ثبت ملی در جمع آثار ملی ایران
ساختمان این موزه در تاریخ ۲۶ آبان ۱۳۷۵ با شمارهٔ ثبت ۱۷۶۵ به‌عنوان یکی از آثار ملی ایران به ثبت رسیده‌است.

## ویژگی‌ها
قدیمی‌ترین دست ساخته بخش پارینه سنگی سالن که از سنگ کوارتز ساخته شده‌اند، مربوط به حوزهٔ رودخانهٔ کشف رود در شرق مشهد هستند و بیش از یک میلیون سال قدمت دارند. از دیگر مجموعه‌های قدیمی این بخش دربند و گنج پر مربوط به استان گیلان و شیوه تو در نزدیکی مهاباد است که حدود هفتصد تا دویست هزار سال قدمت دارند. از دوره‌های پارینه سنگی میانی و دوران نوسنگی نیز آثار جالب توجهی در سالن موزه به چشم می‌خورد که بین دویست هزار تا حدود دوازده هزار سال قدمت دارند. از دورهٔ پارینه سنگی میانه که هم‌زمان با حضور انسان نئاندرتال در ایران است ابزارهای ساخته شده از سنگ آتش زنه و بقایای سنگوارهٔ جانوران مربوط به غارهای منطقه زاگرس و فلات مرکزی ایران از جمله غارهای بیستون و خرم‌آباد به نمایش درآمده‌است.
در دورهٔ پارینه سنگی جدید که مصادف با گسترش انسان هوشمند امروزین در ایران است، ساخت تیغه ابزار رواج یافت. قدیمی‌ترین بقایای انسان کشف شده در ایران در این بخش دیده می‌شود که به دندان وزمه مشهور است. این دندان کهن‌ترین بقایای سنگوارهٔ انسان در ایران است که به‌طور مستقیم تاریخ‌گذاری شده و در غاری بنام وزمه در نزدیکی کرمانشاه کشف شده‌است. این دندان آسیای کوچک که مربوط به کودکی نُه ساله است، به روش طیف‌سنجی گاما سال‌یابی شده که تاریخی بین ۲۰ تا ۲۵ هزار سال پیش را نشان می‌دهد.
در دوره پارینه سنگی جدید ساخت ابزارهای استخوانی و استفاده از تزیینات شخصی مانند آویز صدفی، دندان حیوانات و گل اُخرا نیز در این دوره در ایران متداول شد. از مکان‌های مهم این دوره غار «یافته» (لرستان) است که نمونه‌هایی از اشیا آن در سالن موزه به نمایش درآمده‌است. از دوره بعدی (فراپارینه سنگی) که ویژگی‌های آن ابداع ابزارهای ترکیبی، کاربرد سنگ‌ساب و نگهداری مواد خوراکی است، نمونه‌هایی از غار «علی‌تَپه» (مازندران)، غار «شَلَم» (ایلام) و چند مکان دیگر به نمایش درآمده‌است.
از دوره نوسنگی و روستانشینی آثاری چون قدیمی‌ترین خشت ایران از تپه گنج‌دره، قدیمی‌ترین پیکرک‌های گلی انسان و حیوان از تپه سراب و ابزارهای سنگی در سالن به نمایش درآمده‌است. شوش (خوزستان)، اسماعیل‌آباد و چشمه‌علی (تهران)، تل‌باکون (فارس) از محوطه‌های بسیار مهم در هزاره‌های پنجم و چهارم پ.م. (دوره مس و سنگ) در ایران هستند که نمونه‌هایی از سفالینه‌های منقوش آن‌ها در سالن دیده می‌شود. از نقش‌های مورد توجه در این دوره می‌توان به نقش ساده شده بز کوهی اشاره کرد که در سطح ظروف سفالین اسماعیل‌آباد و چشمه‌علی دیده می‌شوند.
ظروف سنگی جیرفت و شهداد با نقوش متنوع مانند نبرد انسان با جانوران اساطیری و نقش مایه‌های هندسی، جانوری و گیاهی از نمونه‌های شاخص این ظروف منقوش‌اند که در ویترین‌ها به نمایش درآمده‌اند. از دیگر آثار مهم این دوره در سالن موزه پیکر گلی از شهداد است که نشان‌دهنده نیم‌تنه مردی برهنه با دستان جمع شده بر روی سینه، احتمالاً در حالت نیایش نشان داده شده‌است.
ظروف، ادوات جنگی، اشیا تزئینی، پیکرک‌های انسانی و جانوری از جمله اشیای فلزی اواخر عصر مفرغ و آغاز عصر آهن هستند که در سالن به‌نمایش درآمده‌اند. همچنین سفال خاکستری با سطح صیقلی و داغ‌دار و همچنین ظروف با لوله‌های ناودانی، ظروف با فرم‌های جانوری و انسانی و ریتون ها (ظروف جانورسان) و اشیای آهنی نیز از دیگر اشیا به نمایش درآمده‌است.
تعدادی از اشیای به نمایش درآمده در بخش پیش از تاریخ سالن متعلق به تمدن ایلام است. از تمام دوره‌های ایلامی آثار هنری فراوانی برجای مانده، اما دوره ایلام میانه یکی از پرشکوه‌ترین ادوار سه‌گانه ایلامی‌ها است. معبد چغازنبیل یکی از مهم‌ترین بقایای معماری این دوره است که آثار قابل توجهی مانند پیکره گاو با کتیبه، لوله‌های شیشه‌ای، آجر نوشته‌ها و کلون در از آن به دست آمده که در سالن به نمایش درآمده‌است. لوله‌های شیشه‌ای چغازنبیل از جمله قدیمی‌ترین نمونه‌های شیشه در ایران است. پیکره‌سازی، ساخت ظروف تزئینی از قیر طبیعی، نقوش برجسته، مهرهای استوانه‌ای، پیکرک‌ها به صورت نقش برجسته قالبی، آجرهای لعاب‌دار، اشیای بدل چینی، اشیای مفرغی و سردیس‌های تدفینی از دیگر جنبه‌های هنر ایلامی‌ها در ادوار گوناگون است که در سالن ایران باستان نمونه‌هایی از آن‌ها دیده می‌شود.
آثار قابل انتساب به دوره ماد در سالن موزه از مکانهای باستانی نوشیجان، حسنلو، گودین و باباجان به دست آمده‌اند. در این دوره، ساخت اشیا آهنی گسترش یافت که از نمونه‌های بارز آن در سالن می‌توان به اشیا حسنلو اشاره کرد. در این دوره سفالینه‌های لعاب‌داری زیبایی ساخته می‌شد که یک نمونه جالب توجه آن تنگ لعاب‌دار زیویه است نقش دو بز را در دو سوی یک گل لوتوس به نمایش گذاشته‌است.

## در ادبیات و فرهنگ
محمدتقی بهار در هنگام افتتاح موزۀ ایران باستان قصیده‌ای سرود که بیت پایانی آن با حساب ابجد عدد ۱۳۱۴ سال آغاز به کار آن را نشان می‌دهد:
| بنوشت بهار از پی تاریخ بنایش |  | این موزۀ‌عالی شود آرایش ایران |

## نگارخانه

### نمای بیرونی و ورودی

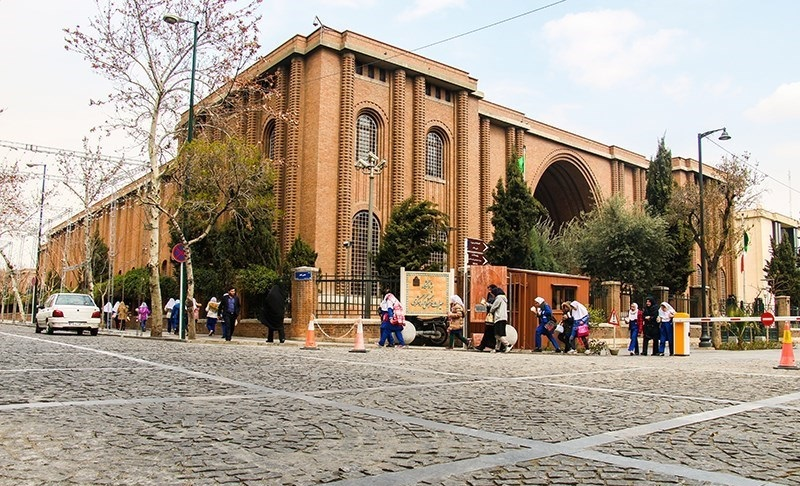
ساختمان موزهٔ ایران باستان، اثر آندره گدار
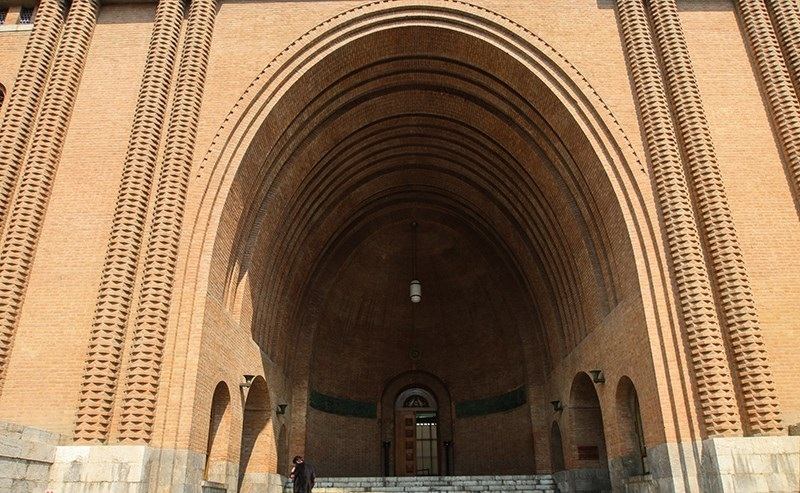
ورودی ساختمان موزهٔ ایران باستان
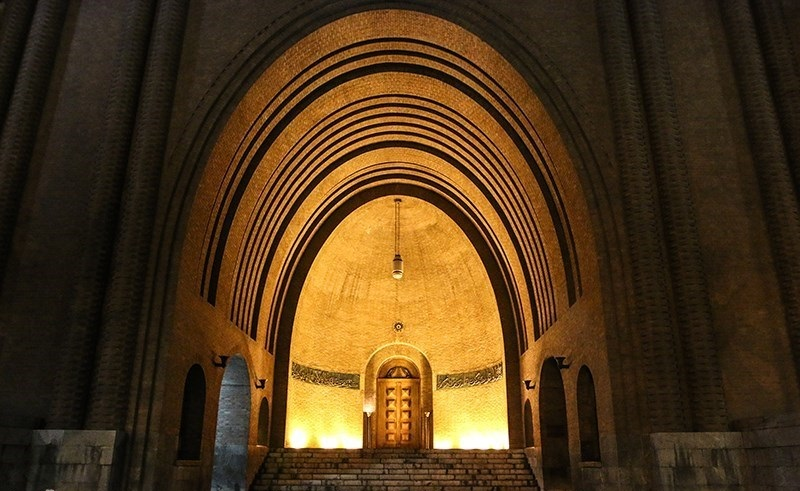
ورودی موزهٔ ایران باستان در نور شب
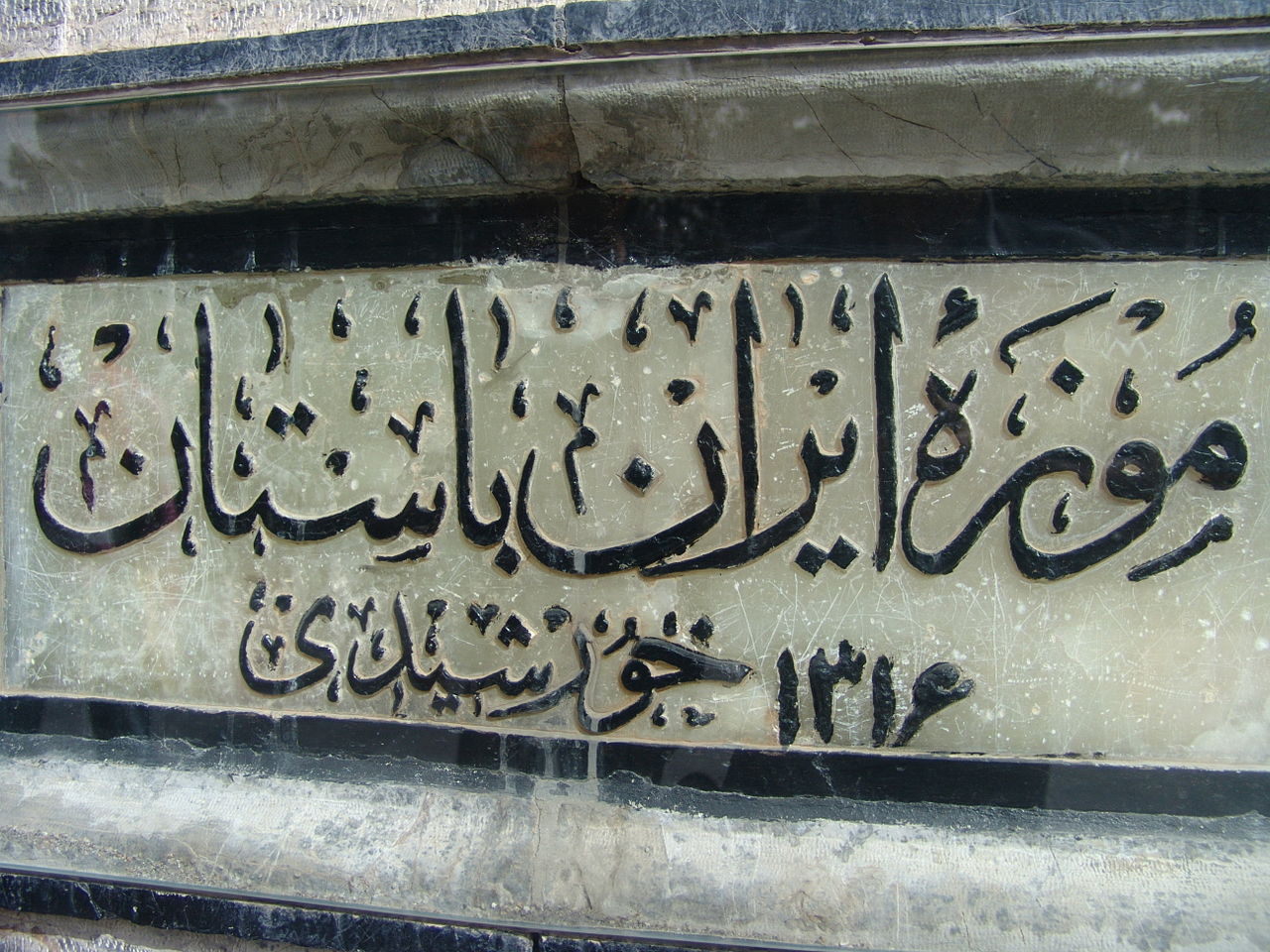
تابلوی ورودیِ موزه

### موزهپیش از تاریخ

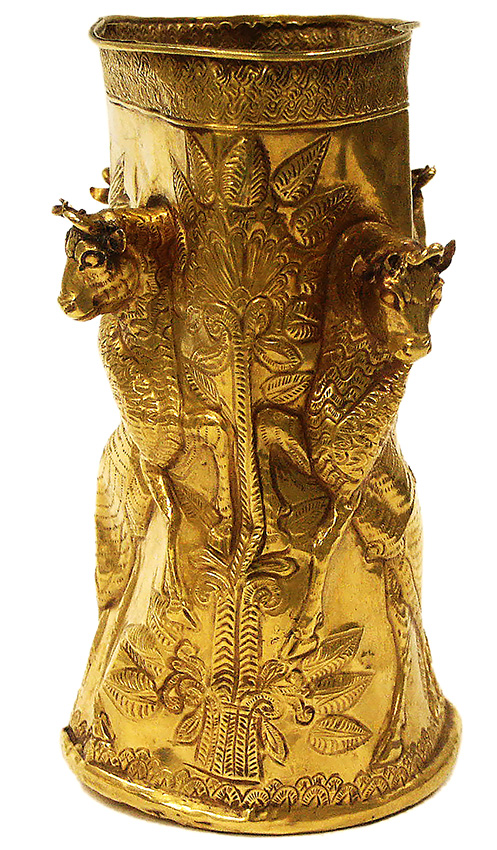
جام زرین مارلیک
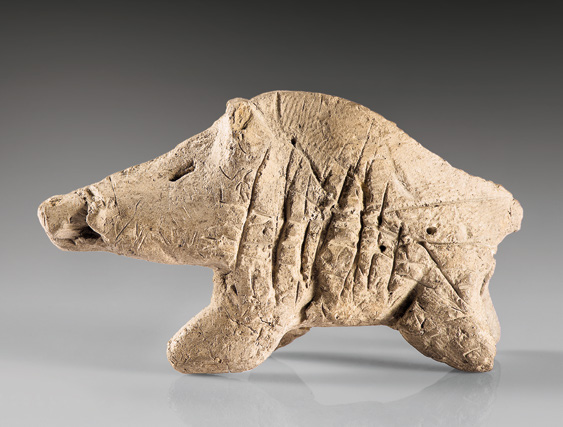
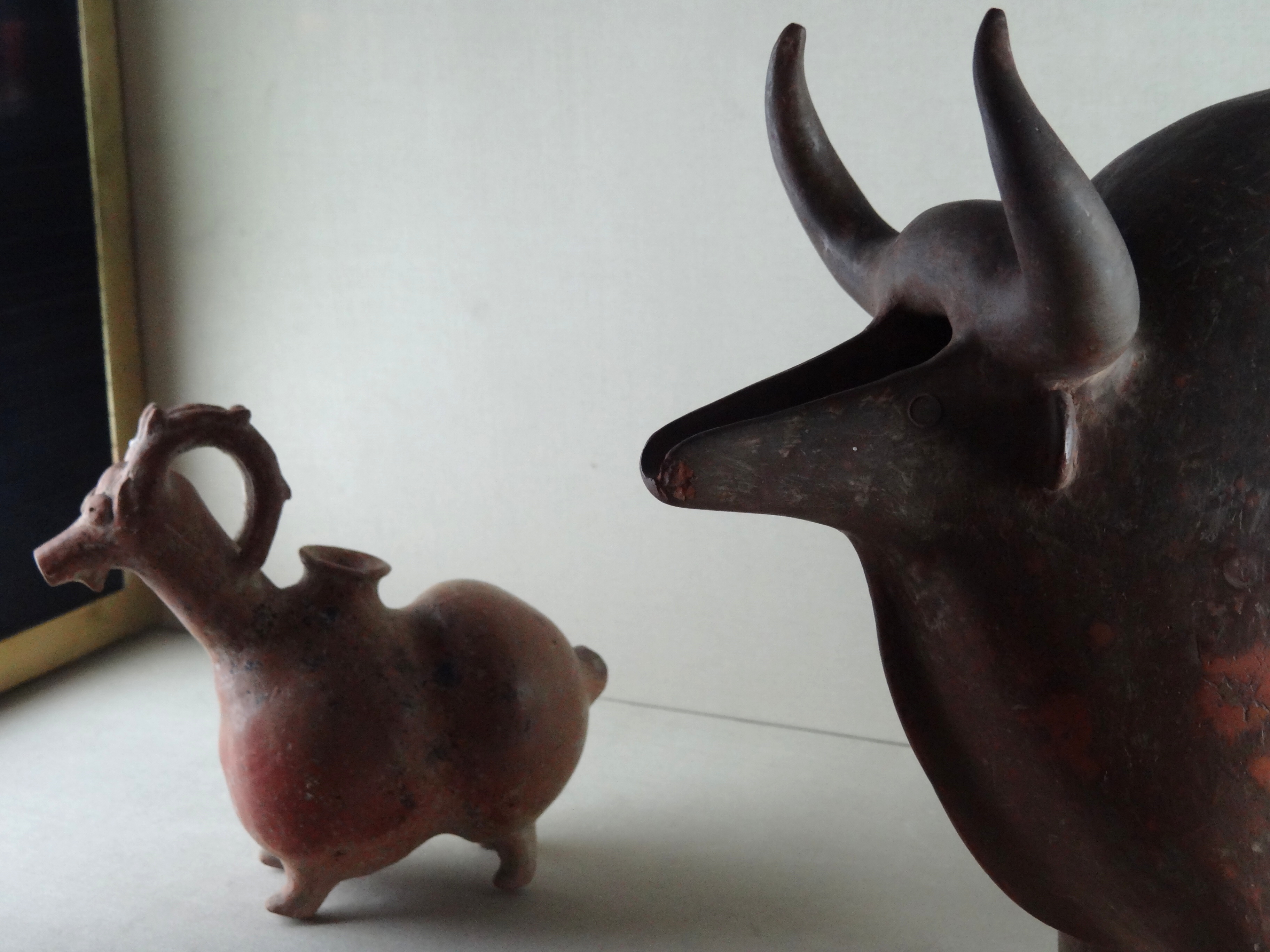
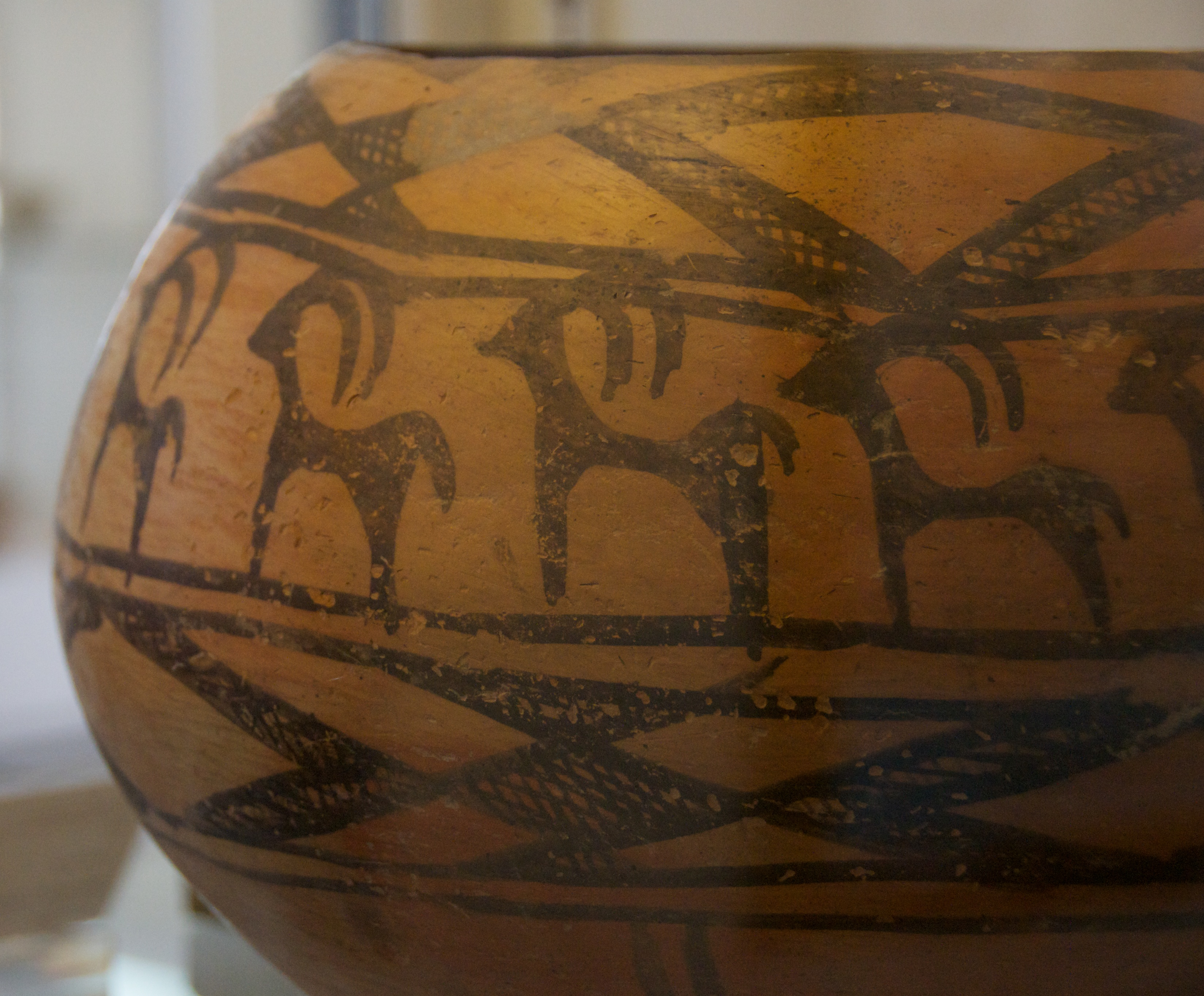
ظرف سفالی کشف شده در شهر سوخته

### موزه دوران تاریخی

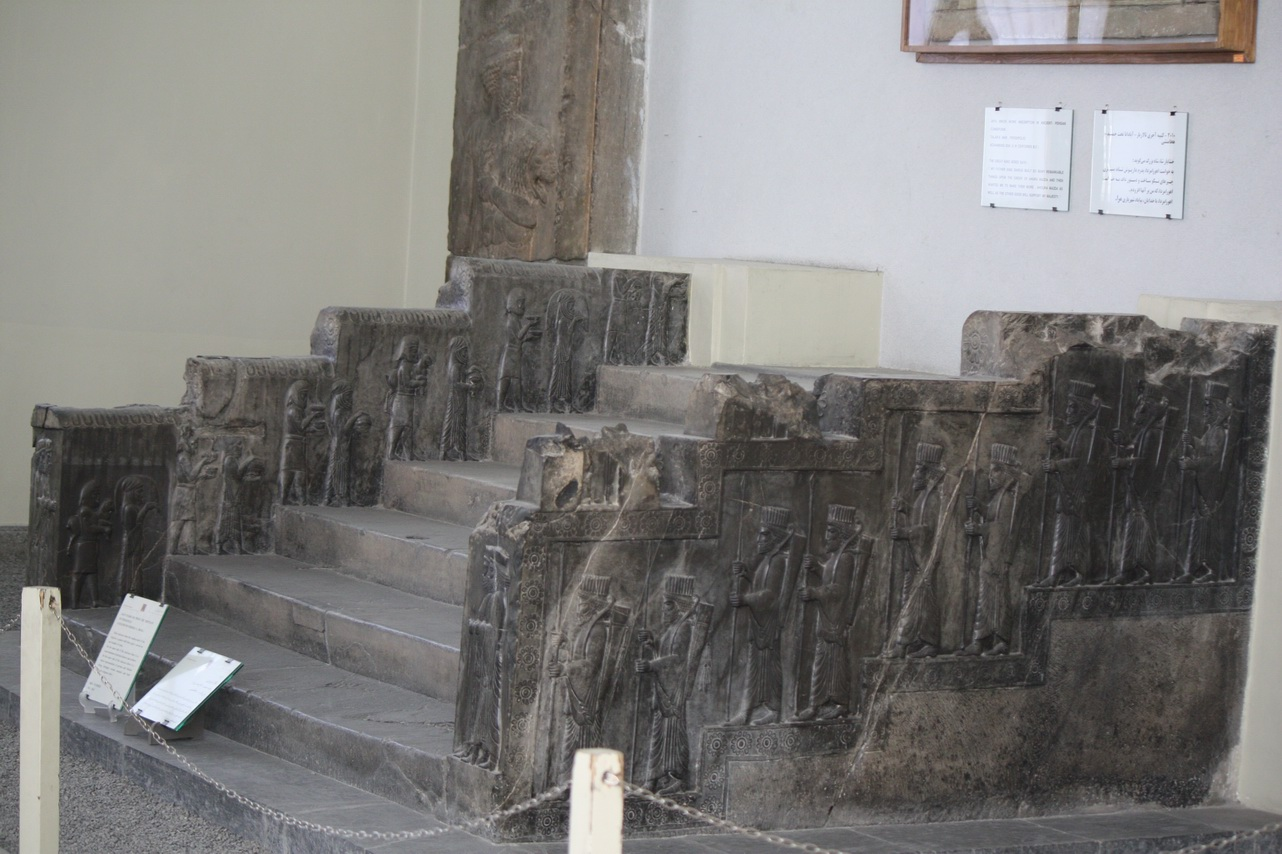
پلکان تخت جمشید
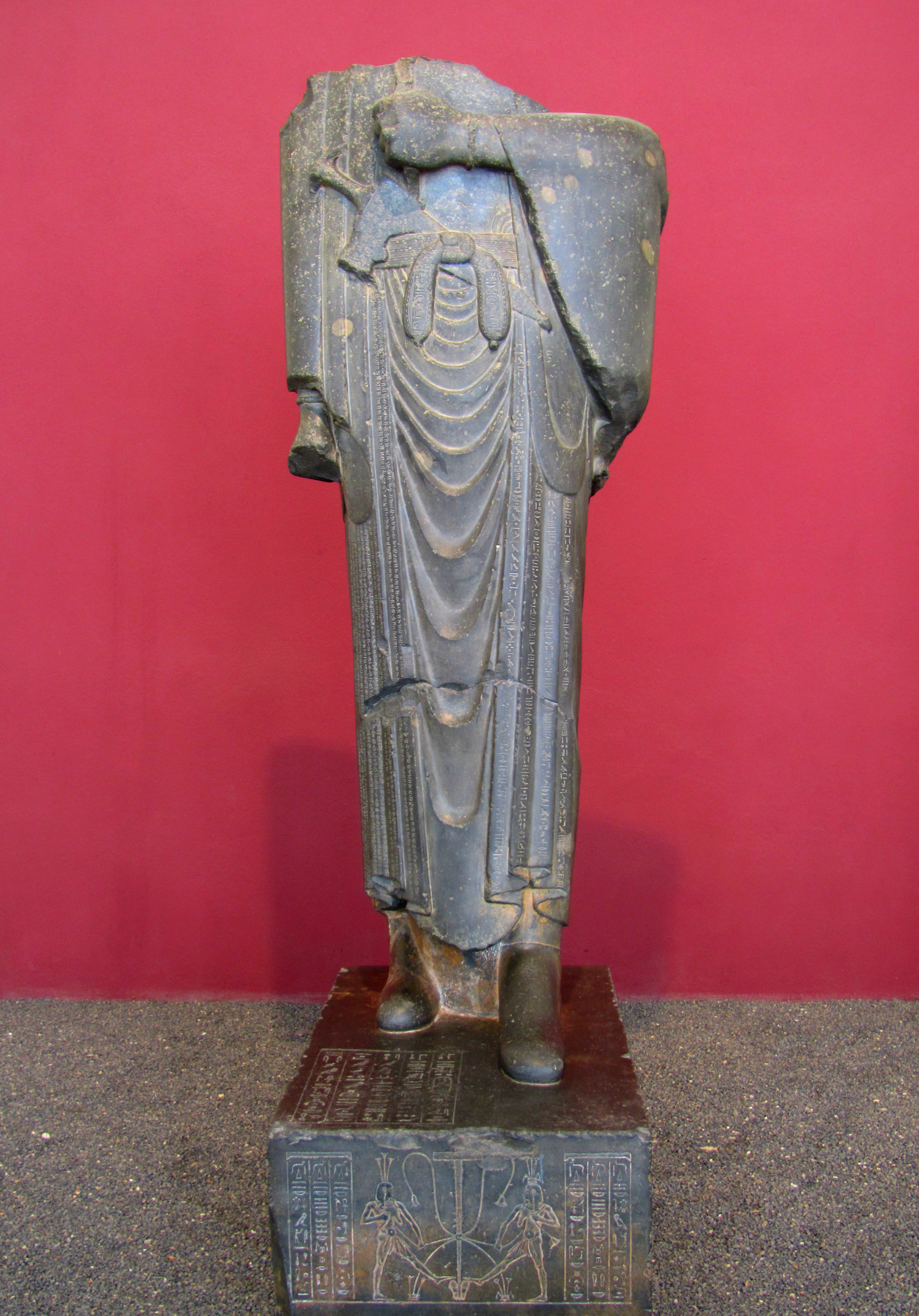
تندیس مصری داریوش بزرگ
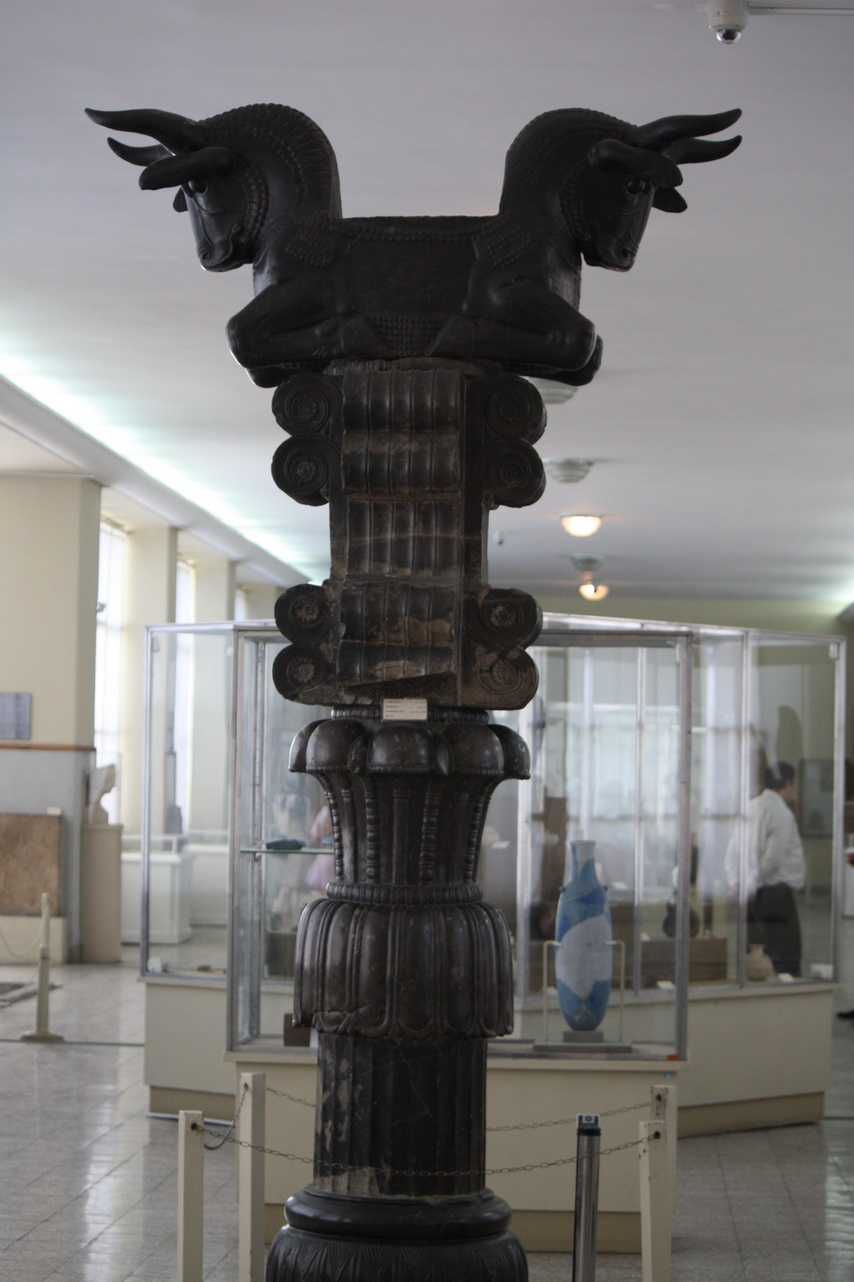
ستون تخت جمشید
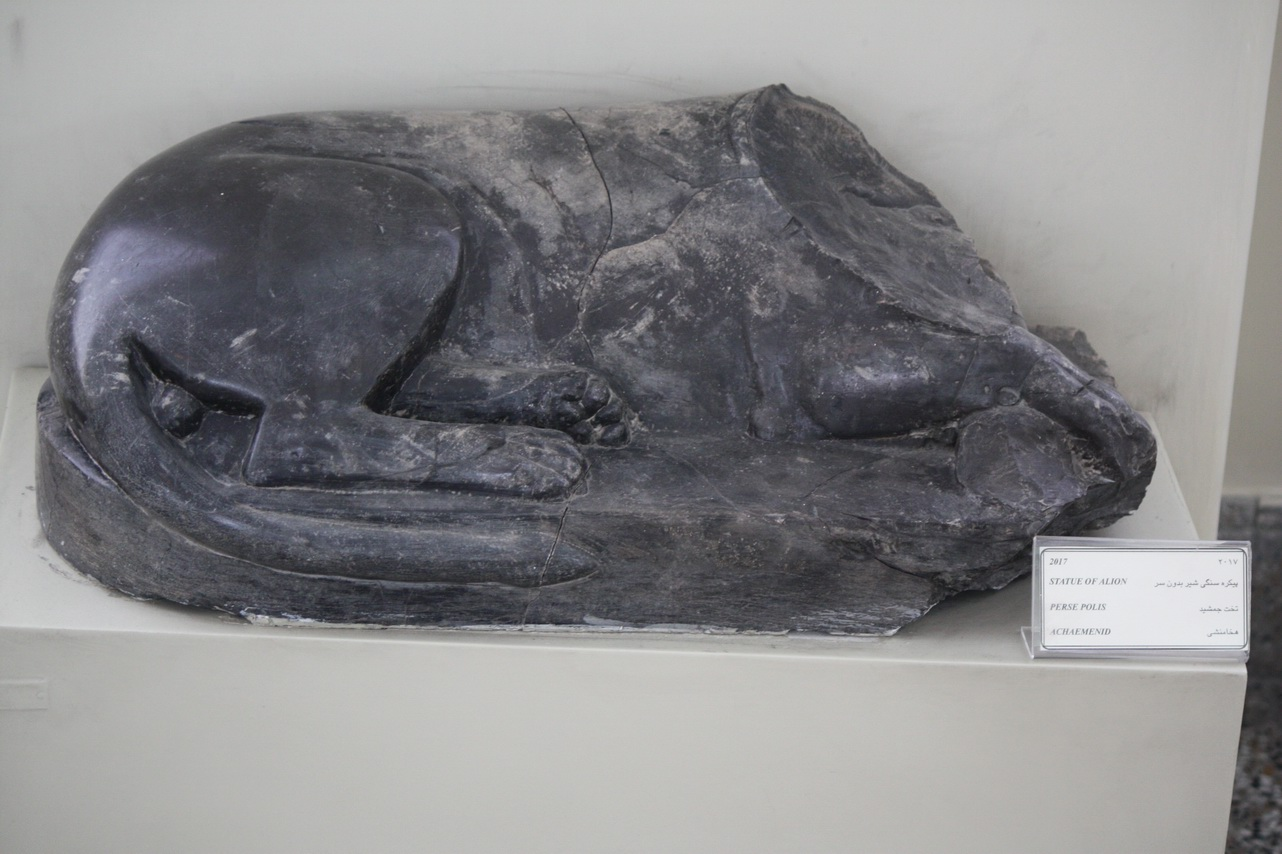
پیکره سنگی شیر بدون سر هخامنشی
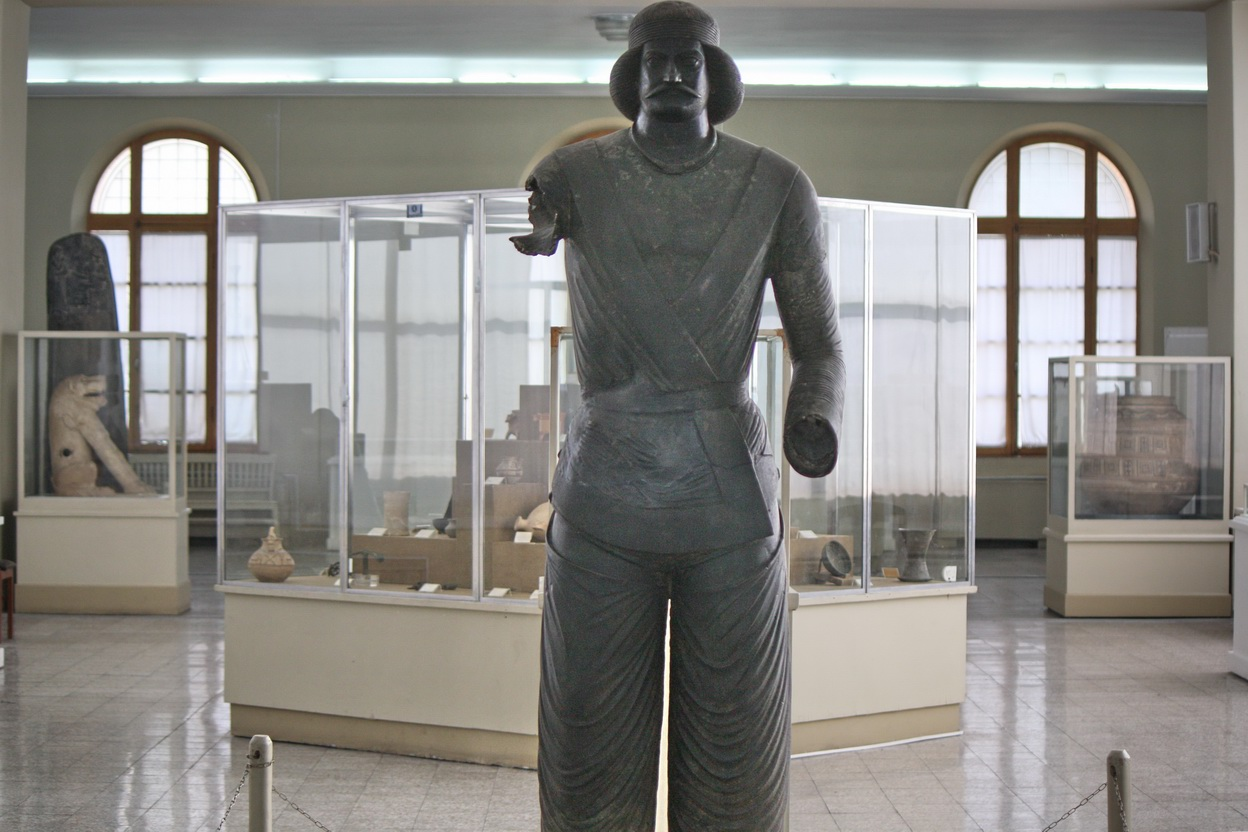
تندیس بزرگ‌زاده اشکانی (سورنا)
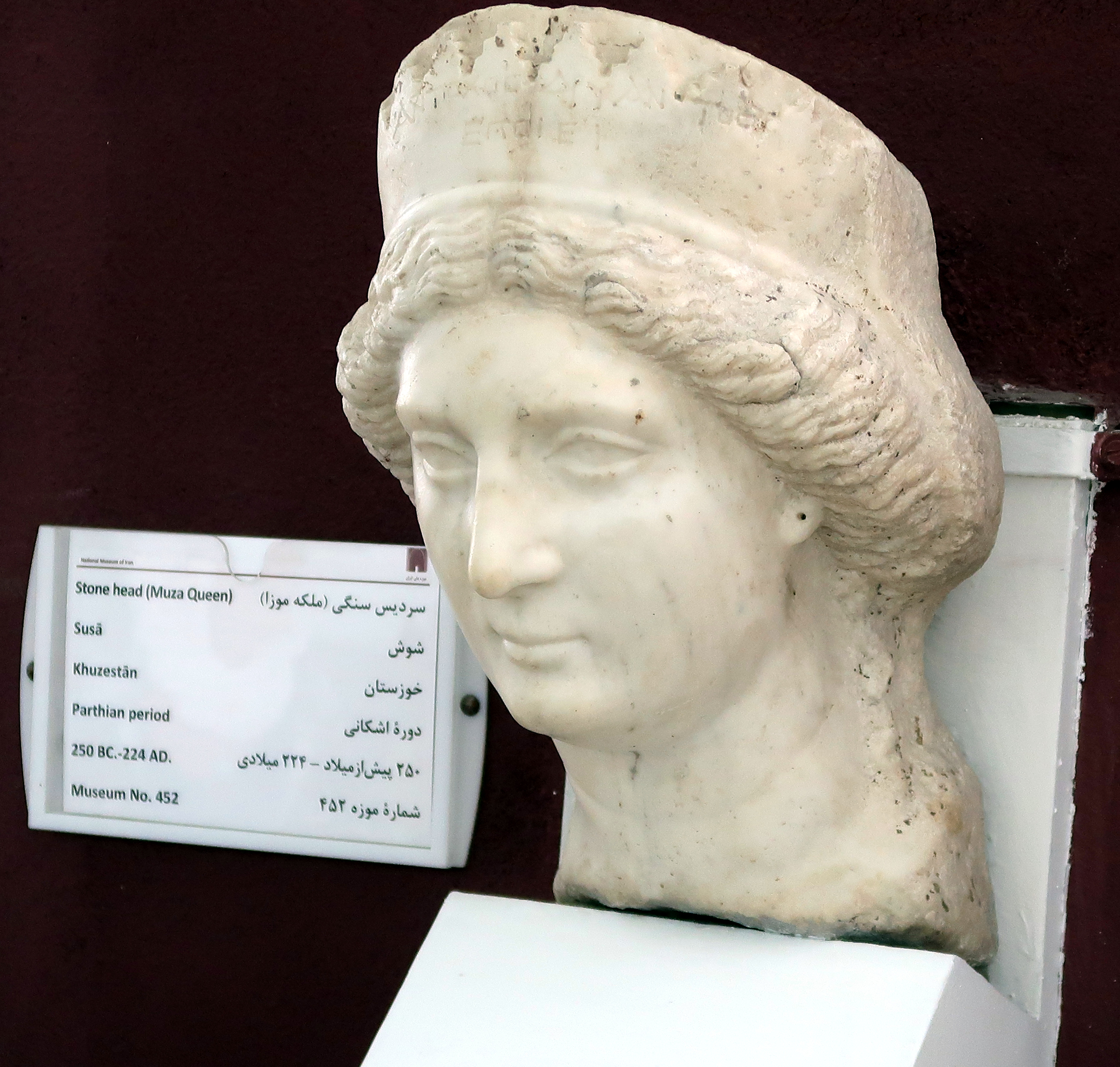
سردیس ملکه موزا
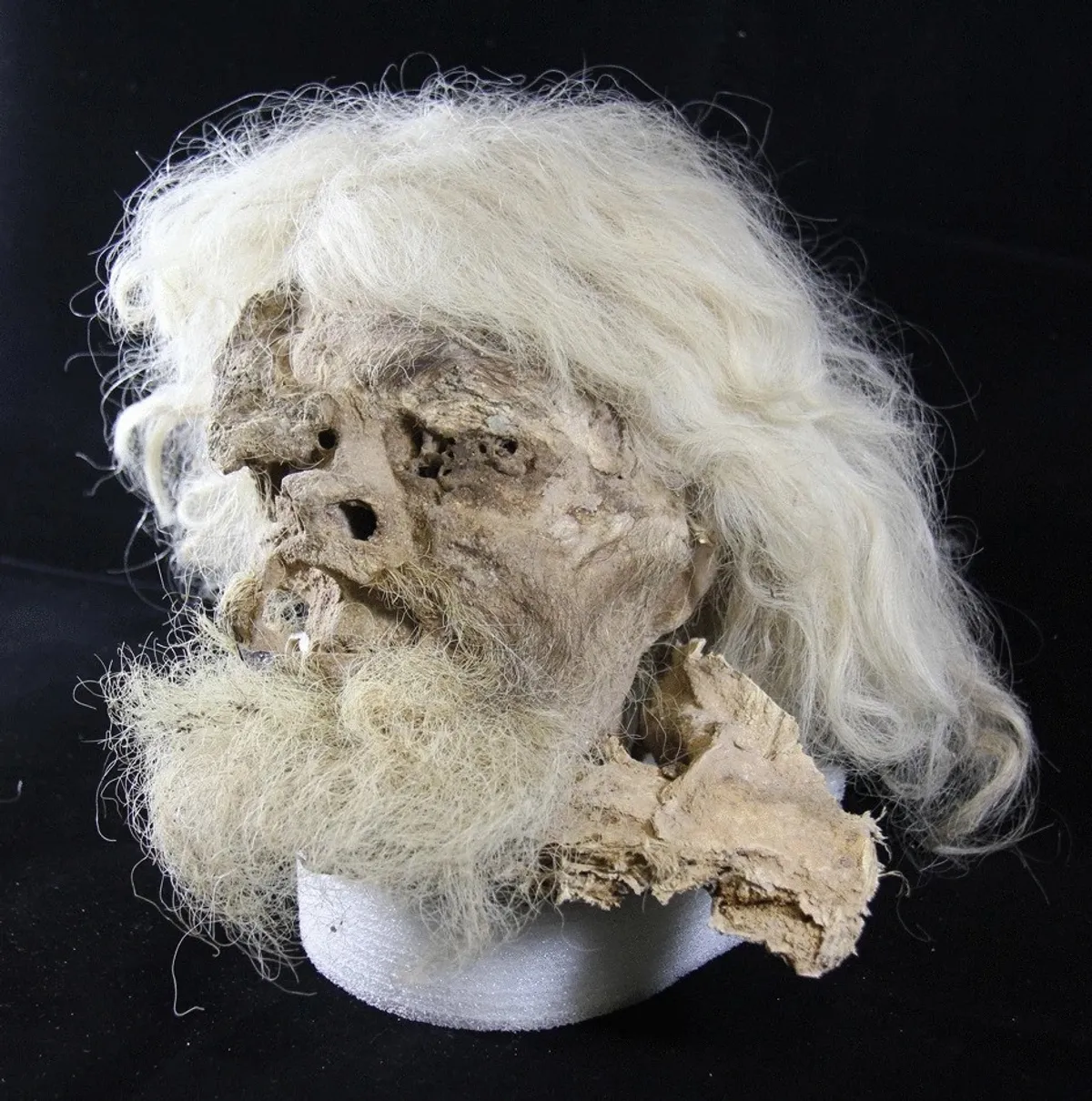
سر مرد نمکی شماره ۱
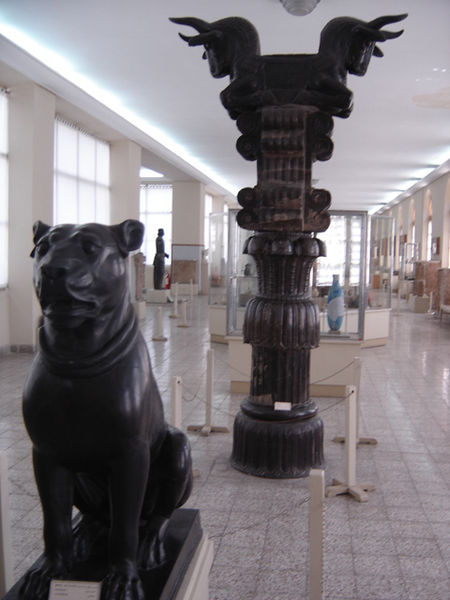
نمای کلی تالار موزه
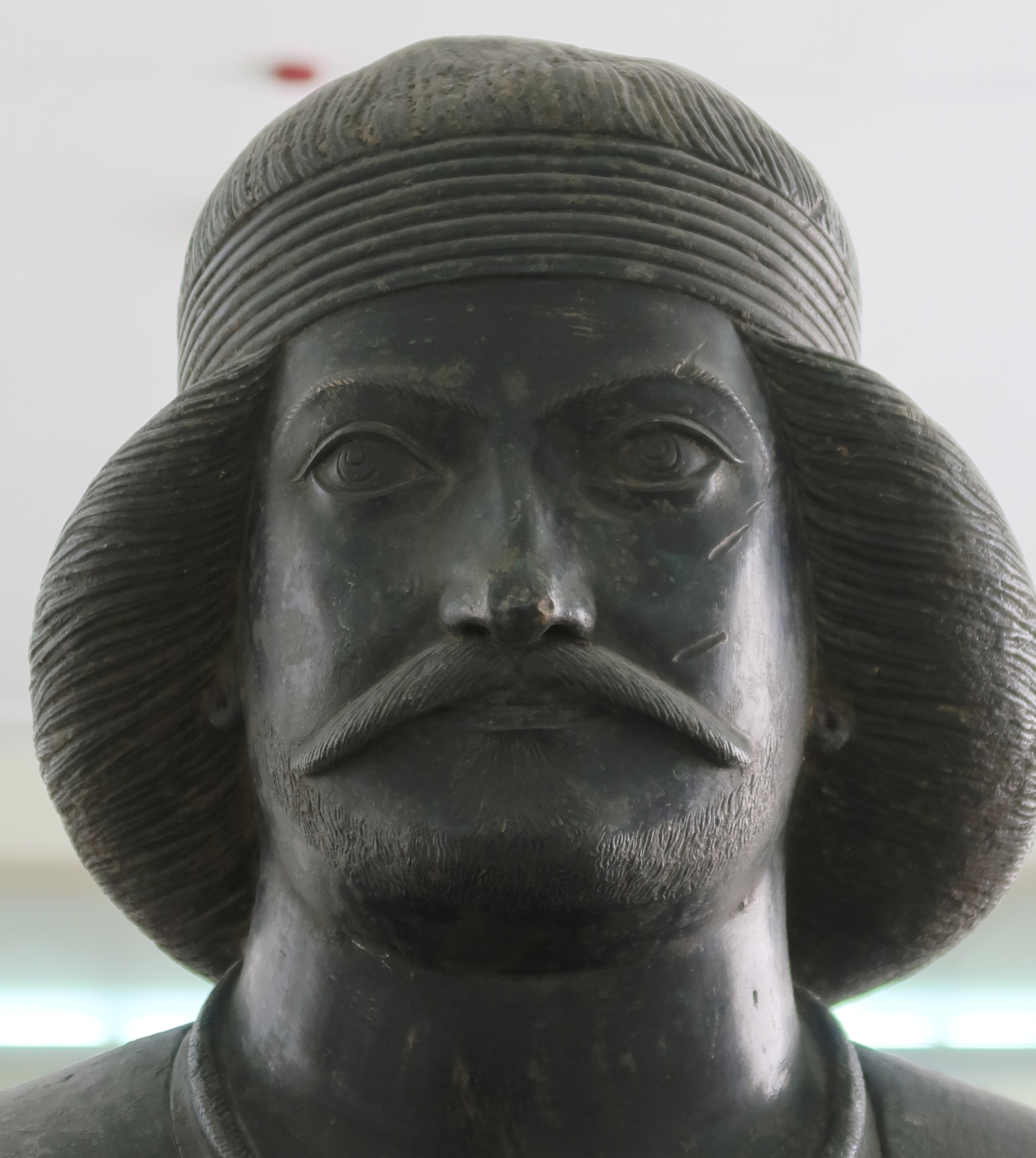
سردار اشکانی (سورنا)
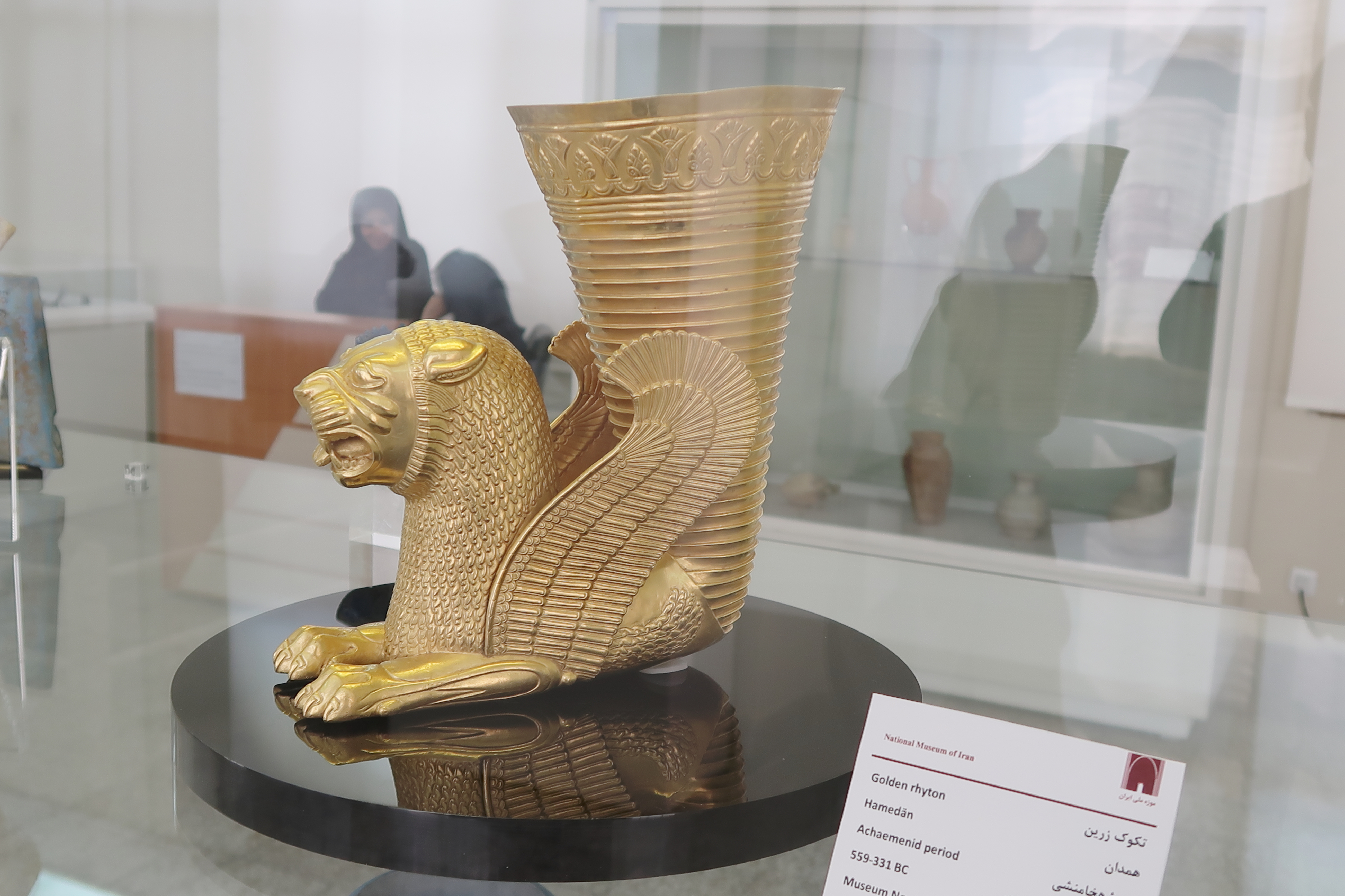
تکوک زرین هخامنشی
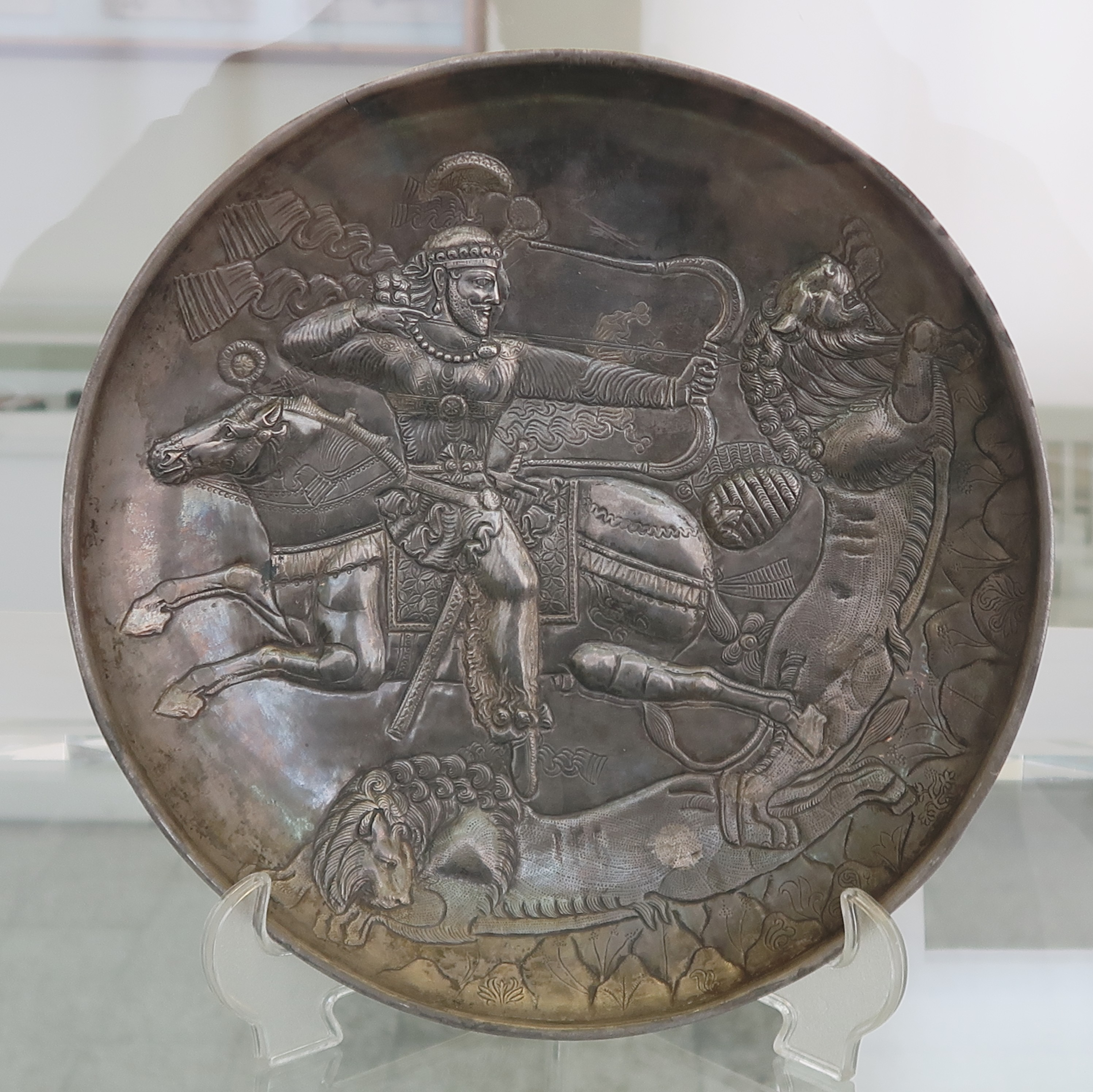
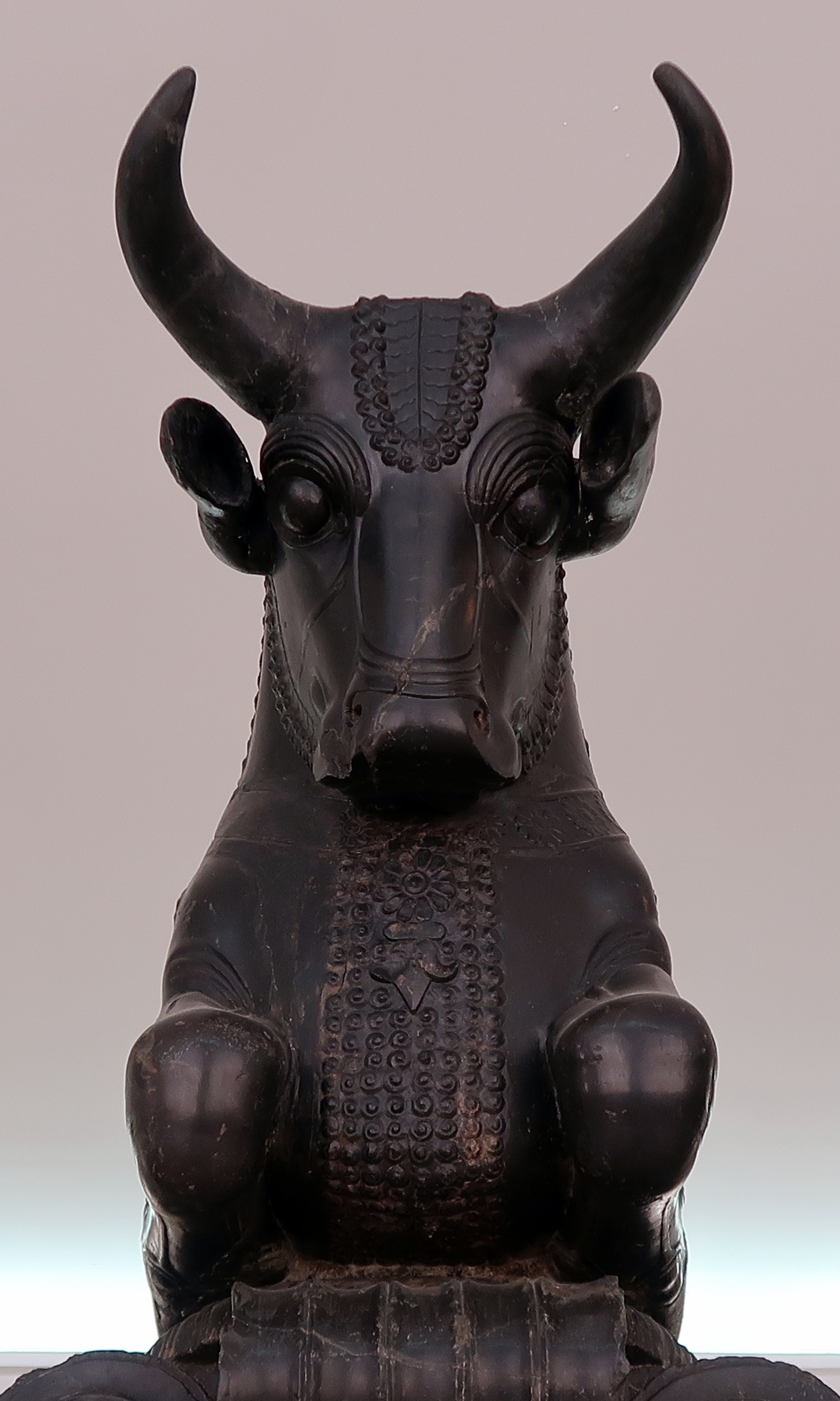
سر ستون تخت جمشید
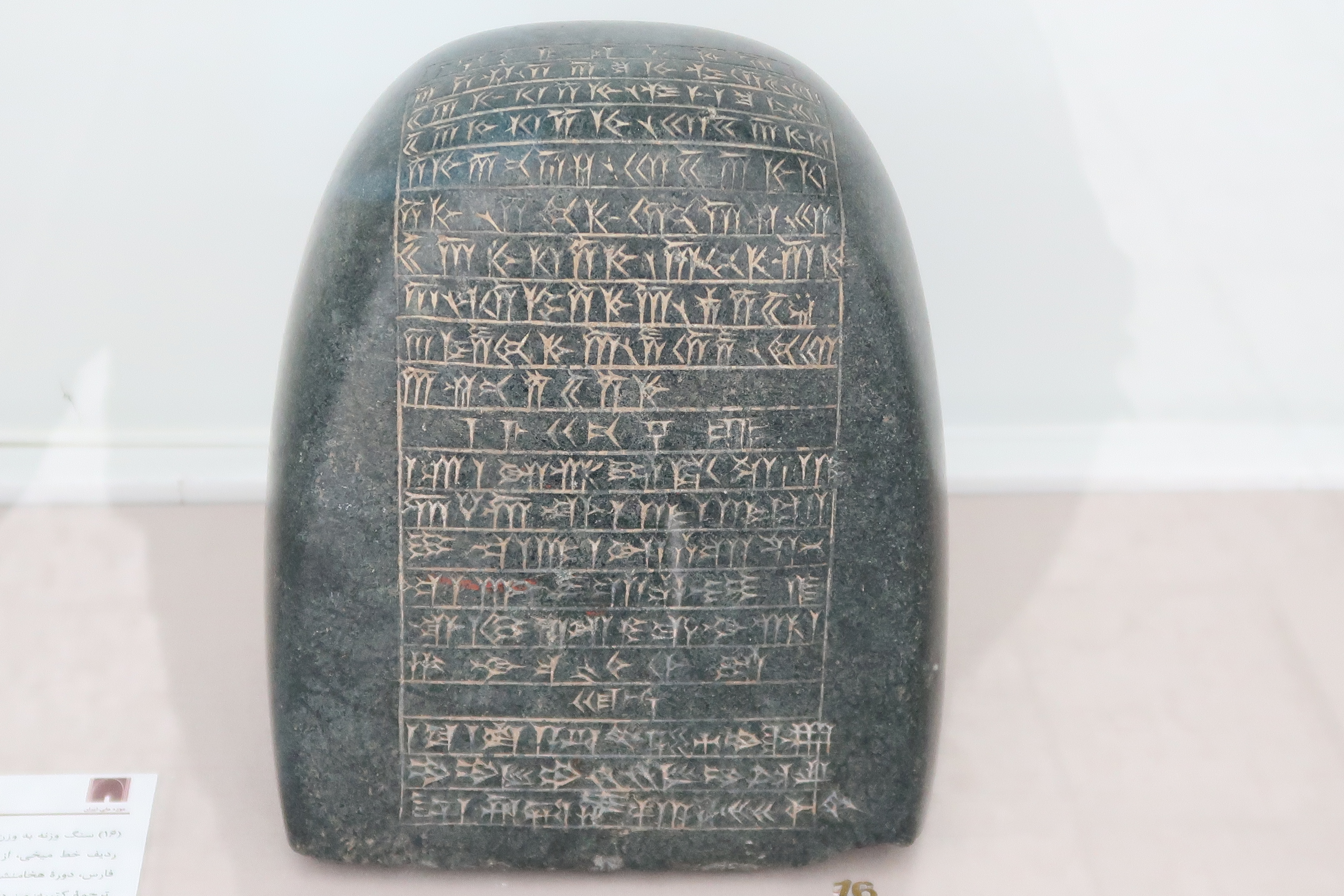
سنگ وزنه
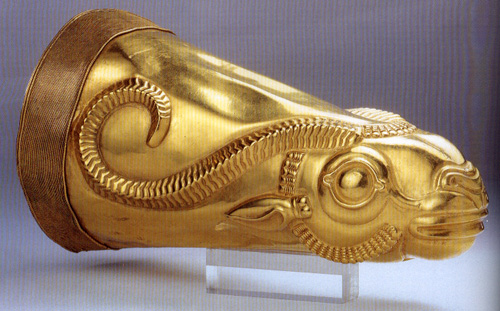
تکوک طلایی بز کوهی هگمتانه از دوران هخامنشی که در همدان کاوش شده‌است.